# جين ميلر (كاتبة)
جين ميلر (بالإنجليزية: Jane Miller)‏ هي كاتِبة وشاعرة أمريكية، ولدت في 27 أبريل 1949 في نيويورك في الولايات المتحدة.